# AB Bostaden
AB Bostaden i Umeå är ett kommunägt allmännyttigt bostadsföretag i Umeå kommun som äger och förvaltar 15 000 lägenheter, vilket motsvarar runt 45 procent av hyresrätterna i kommunen. Bostaden är även störst i Umeå på studentbostäder. Bostaden hyr även ut lokaler för kommersiellt bruk.
Företaget har rötter i den kommunala stiftelsen Stiftelsen Bostaden som bildades 1953 och senare kom att inkorporera den av Umeå studentkår bildade Stiftelsen Umeå studentbostäder (SUSB).